# Ikerasak
Ikerasak es un pueblo en la municipalidad de Qaasuitsup, en Groenlandia occidental, con una población total de 261 habitantes, en enero de 2005. Se encuentra aproximadamente a 45 km de Uummannaq, situada en 70°30′N 51°18′O / 70.500, -51.300, sobre una isla del sistema del Fiordo Uummannaq.

## Transporte
Air Greenland tiene un contrato con el gobierno para realizar vuelos comerciales hacia el pueblo, teniendo conexiones aéreas con el Helipuerto de Ikerasak y el Helipuerto de Uummannaq.